# Malatesta (métro de Rome)
Pour les articles homonymes, voir Malatesta.
Malatesta est une station de la ligne C du métro de Rome. Elle est située sous la piazza Roberto Malatesta dans le quartier Prenestino-Labicano de la ville de Rome.
Mise en service en 2015, elle est exploitée par ATAC.

## Situation sur le réseau
Établie en souterrain, la station Malatesta est située sur la ligne C du métro de Rome, entre la station Pigneto, en direction en direction de la station terminus ouest (provisoire) San Giovanni, et la station Teano, en direction du terminus est Monte Compatri - Pantano.  

## Histoire
La station Malatesta est l'une des six stations mises en service le 29 juin 2015, lors de l'ouverture à l'exploitation de la section de Parco di Centocelle à Lodi. La place réaménagée à cette occasion en espace piéton présente un escalier qui permet l'accès dans le hall intermédiaire de la station qui est un espace prévu pour des activités commerciales et culturelles.

## Service des usagers

### Accueil
La station est accessible par trois accès situés sur la piazza Roberto Malatesta, deux sur le côté nord et un à l'est, équipés d'escaliers, ou d'escaliers mécaniques ou d'ascenseurs. Elle dispose de plusieurs niveaux souterrains avec notamment des guichets et des automates pour l'achat des titres de transport et des quais équipés de portes palières.

### Desserte
Malatesta est desservie par les rames automatiques qui circulent tous les jours sur la ligne. Quotidiennement les premiers départs des terminus ont lieu à 5 h 30 et les derniers à 23 h 30.

### Intermodalité
Au nord et à l'est de la place des arrêts de bus urbains de la ATAC sont desservis par les lignes 81, 412, 541, 545 et NMC.